# ミヤマカンスゲ
ミヤマカンスゲ (学名:Carex multifolia) はカヤツリグサ科スゲ属の植物の1つ。この類では比較的よく知られたものであるカンスゲに似ているが、穂が細い。日本に広く分布し、変異が多く、分類の難しいものとされる。この種の独立性にも異説がある。

## 特長
常緑性の多年生草本。ひとまず基本変種 var. multifolia に即して記す。茎は束になって生じ、匍匐枝は出さない。根茎が数年分残存し、これが横に伸びるのを匍匐茎と見誤られることがある。草丈は花茎が出ると高さ20-50cmになる。葉は細長く、幅5-10mm。葉の基部を包む鞘は紫褐色で光沢がある。葉は感触が滑らかで、常緑ではあるが花茎に果実ができる頃には前年の葉が枯れ始め、新しい葉が目立つようになる。
花期は4-6月。花序の構成は頂小穂が雄性で1つのみ、側小穂は雌性で2-4個あり、全体に集中して着くことはなく、特に下の方のものは離れて生じる。苞は基部が3cmばかりの鞘になり、先端の葉身部は棘状。雄小穂は線柱形で長さ2-4cm、1-4cmの柄がある。雄花鱗片は赤褐色で先端は鋭く尖るか短い芒となって突き出る。雌小穂は線柱形で長さ1-3cm、幅は2mmでまばらに果胞を付ける。1-5cmの柄があるが、下のものが長い柄を持ち、先端近くのものは柄がない場合もある。雌花鱗片は淡い赤褐色で、先端は鋭く尖る。なお、雄雌の鱗片の色には濃淡の変異がある。果胞は長さ2.5-4.5mm、幅0.9-1.1mm、雌花鱗片より長く、楕円形で上部は急に狭まってやや長い嘴になり、先端の口部分はくぼんでいる。果胞の表面にはまばらに短い毛があり、また稜の間に7-9本の脈がある。痩果は果胞に密着して包まれ、長さ2mmの楕円形で、先端には小さな盤状の付属体がある。柱頭先端は3つに分かれる。
和名の意味は深山カンスゲで、深山に生えるカンスゲの意である。

## 分布と生育環境
北海道、本州、四国、九州にあり、日本固有種である。
丘陵地から山地の森林下や林縁に見られる。シイ・カシ帯からブナ帯の森林内に見られるものである。

## 他種との関係
本種は以下の点でカンスゲ C. morrowii とよく似ている。
- 常緑性で、硬い葉を持つ。
- 花序は頂小穂が雄性、側小穂が雌性、側小穂は数個あり、互いに離れて着く。
- 小穂はいずれも細長い線形。
- 小穂の基部にある苞は鞘があり、葉身部は針状。
- 葉の基部の鞘や雌花鱗片は褐色系に色づく。

同様のことはカンスゲに近縁な他の種とも共通するが、本種はそれらより葉が柔らかくてざらつきが少ないこと、雌小穂が明らかに細いこと、それに基部の鞘の赤みが強いことなどで容易に区別できる。
本種と特に似ているものにナガボスゲ C. dolichostachya がある。徳之島以南の南西諸島に分布し、国外では台湾まで知られるもので、やはりカンスゲなどに似るが葉が細く、また雌小穂も細い。小山鐡夫は本種をこの種の変種とする見解を出したことがあるが、現在は独立種との判断が認められている。本種とはより葉が硬くてざらつくこと、基部の鞘が淡い褐色であること、雄小穂が長くて4-7cmもあることなどで区別できる。ただし、この種は星野他(2011)ではナゴスゲ C. cucullata とトクノシマスゲ C. kimurae の2種と認められており、台湾のものは別種と見ている。
更に本種に近縁なもので別種とされているものとしては以下のものがある。
- C. hachijoensis：ハチジョウカンスゲ

本種とは匍匐茎を出し、基部の鞘が繊維状に細かく裂け、果胞に太い脈があることなどで区別される。伊豆諸島の八丈島と御蔵島に分布。星野他はこれを本種に由来し、隔離分布によって分化したものと見ている。
- C. sikokiana：ツルミヤマカンスゲ

匍匐枝が地上性で太い匍匐枝を地表によく伸ばす。鞘は紫褐色、果胞は無毛。本州南岸（神奈川県、静岡県、三重県、兵庫県）、四国、および九州の福岡県から知られる。なお、勝山(2005)は本種の変種 var. stolonifera としているものの、かなり他の変種とは異なるものである旨を述べている。
また屋久島にはヤクシマカンスゲ C. atroviridis があり、基部の鞘が淡褐色であることで区別される。星野他(2011)はこれを単にミヤマカンスゲとアオミヤマカンスゲ(後述)の中間的な形と述べるにとどまるが、勝山(2005)本種の範囲内に収まるとの見解を示しており、ただし学名の扱い等については触れていない。

## 種内変異
上記のように本種はナガボスゲの変種に扱われたこともあるが、現在では独立種としての扱いが広く認められている。更に本種の中に大きな変異が含まれている。それらが整理され始めたのは勝山が本種の種内分類群についてまとめた(1999年)ことに始まる。当然ながら基本的な形態は共通しているが、主な差異は匍匐枝を出すかどうか、基部の鞘や鱗片の色、果胞の形態や毛の様子などである。分布の上でも互いに重なっているものもあれば、限られた地域に見られるものもあり、それらの研究も行われている。
星野他(2011)は以下のような変種を取り上げている。なお、括弧内は和名の別称である。―にミヤマカンスゲが入る。
- C. multifolia
  - var.multifolia：ミヤマカンスゲ（基本変種）・匍匐枝なし、鞘の色は紫褐色で光沢がある。
  - var. toriiana：コミヤマカンスゲ・長く匍匐枝を出す、基部の鞘は紫褐色。関東から近畿。
  - var. glaberrima：ケナシミヤマカンスゲ（キンキ―[14]）・果胞に毛がなくて細長い。匍匐枝なし、鞘は紫褐色。紀伊半島南部。
  - var. pallidisquama：アオミヤマカンスゲ(ウスイロ―）・匍匐枝なし、鞘は淡褐色、雄および雌花鱗片は淡緑色、本州・四国・九州。
  - var. imbecillis：ヤワラミヤマカンスゲ（ニシノ―、ウスバ―）・匍匐枝あり、基部の鞘は淡色、鱗片は淡緑色、葉の質が柔らかい。九州の宮崎県、鹿児島県。

なお、記載されたものとしては果胞の嘴が短いマルミノミヤマカンスゲ var. globosa があるが、嘴の長さは個体変異として連続しているので区別できない、との判断が勝山(2005)に示されており、星野他(2011)もこれを踏襲している。

## 利害
原則的には山野の植物で、特に害はない。利用としては、古くはスゲ類は蓑などの民具に加工された。カンスゲもそれに用いられ、本種もそこに含まれる。特に福島県では雨蓑の材料には本種が標準的に用いられ、他にショウジョウスゲなども使われた。本種の方言名はヒロロ(地域によってはヒロラ)と呼ばれ、特に九月ごろのよく繁茂したものが抜けやすく、里山などでこの頃に採集されるのが常であったという。